# Euphoria (álbum de Def Leppard)
Euphoria es el séptimo álbum de estudio de la banda de hard rock británica Def Leppard, lanzado en 1999. El álbum marcó el retorno al sonido que caracterizaba a la banda a finales de la década de 1980 y principios de los años 1990, luego del acercamiento al rock alternativo que representó Slang. Fue producido por la banda y Pete Woodroffe. Siguiendo la baja comercial de Slang, la banda inicialmente se encontraba insegura sobre qué rumbo tomar con respecto a un nuevo disco. Aunque los fanáticos acogieron de mejor forma esta nueva producción, el disco no pudo lograr las ventas obtenidas por álbumes como Pyromania o Hysteria. El disco se ubicó en la posición número 11 en la lista estadounidense Billboard 200 y se logró posicionar en la misma ubicación en la lista de éxitos británica UK Albums Chart.

## Lista de canciones
1. «Demolition Man» (Joe Elliott, Phil Collen, Vivian Campbell) – 3:24
2. «Promises» (Collen, Mutt Lange) – 3:59
3. «Back in Your Face» (Elliott, Collen) – 3:20
4. «Goodbye» (Rick Savage) – 3:36
5. «All Night» (Collen, Lange) – 3:38
6. «Paper Sun» (Elliott, Collen, Campbell, Savage, Pete Woodroffe) – 5:27
7. «It's Only Love» (Elliott, Campbell, Savage, Lange) – 4:06
8. «21st Century Sha La La La Girl» (Elliott, Collen, Savage) – 4:06
9. «To Be Alive» (Campbell, P.J. Smith) – 3:53
10. «Disintegrate» (Collen) – 2:51
11. «Guilty» (Elliott, Collen, Campbell, Savage, Woodroffe) – 3:47
12. «Day After Day» (Elliott, Collen, Campbell) – 4:36
13. «Kings of Oblivion» (Elliott, Collen, Savage) – 4:18

## Personal
- Joe Elliott – voz
- Phil Collen – guitarra
- Vivian Campbell – guitarra
- Rick Savage – bajo
- Rick Allen – batería